# 金盃
金盃（きんぱい）は、特別区競馬組合が大井競馬場で施行する地方競馬の重賞競走である。2025年までの正式名称は「東京中日スポーツ賞 金盃」、東京中日スポーツを発行する中日新聞東京本社が優勝杯を提供していた。1956年に創設。大井競馬では、羽田盃、東京ダービー、大井記念と共に半世紀以上の歴史を有する競走である。格付けはSII。
副賞は、特別区競馬組合管理者賞（2025年）。

## 概要
創設当時は秋季開催であり、秋の鞍へと向かう最有力の前哨戦として機能していた。1964年に東京オリンピック記念が創設されるとこの役割はそちらに委ね、開催を春期に移動した上でアングロアラブの銀盃とともに上半期の古馬重賞シーズン到来を告げる名物ハンデキャップ競走となった。2007年からは別定戦となっている。
2015年時点では南関東競馬では統一JpnIである川崎記念の次に開催される中長距離重賞であり、ここを回避した、ないしは好走できなかった馬が多く出走する競走となっている。船橋競馬場で行われるダイオライト記念のトライアル競走としても位置付けられており、上位2着までにダイオライト記念への優先出走権が与えられる。
なお、1974年から2000メートルの中距離戦として約40年にわたって開催されてきたが、2015年からは2600メートルで行われている。
2019年より本競走で上位に入線した大井所属馬にはサンタアニタパーク競馬場で行われる東京シティカップへの出走が可能になった。

### 条件・賞金等（2025年）
出走資格
サラブレッド系4歳以上の南関東所属馬。
- 金盃トライアルで上位2着までに入った馬に優先出走権がある。

負担重量
別定。56kg、牝馬2kg減を基本に、一昨年2月20日から本年1月24日の間のGI・JpnI勝ち馬は3kg、GII・JpnII・SI勝ち馬は2kg、GIII・JpnIII・SII勝ち馬は1kgの負担増となる（2歳・3歳限定競走は対象外。クラス分けに関しては日本の競馬の競走体系を参照）。
賞金額
1着2,500万円、2着875万円、3着500万円、4着250万円、5着125万円、着外手当20万円。
優先出走権付与
本競走で上位2着までに入った馬には、ダイオライト記念の優先出走権が付与される。

## 歴史
- 1956年 - サラブレッド系4歳（旧5歳）以上のハンデキャップ競走・ダート2400mの重賞として創設。
- 1959年 - この年の9月1日から日本競馬の時計表示が変更になったのに伴い、時計が1/5秒表示から1/10秒表示に変更。
- 1964年 - 開催時期が春季になる。
- 1968年
  - 高橋三郎が騎手として史上初の連覇。
  - 遠間波満行が調教師として史上初の連覇。
- 1974年 - 施行距離がダート2000mに短縮。
- 1978年 - 開催されず。
- 1979年 - 開催時期が冬季になる。
- 1994年 - 佐々木竹見が騎手として史上2人目の連覇。
- 1996年 - 石崎隆之が騎手として史上3人目の連覇。
- 1997年 - 南関東G2に格付けされる。
- 1999年 - 石崎隆之が騎手として自身2度目、史上4人目の連覇。
- 2001年 - 馬齢表記の変更に伴い、出走条件を旧5歳以上から4歳以上に変更。
- 2002年 - インテリパワーが史上初の連覇。
- 2004年
  - コアレスハンターが史上2頭目の連覇。
  - 内田博幸が騎手として史上5人目の連覇。
  - 高橋三郎が調教師として史上2人目の連覇。
- 2006年
  - 張田京が騎手として史上6人目の連覇。
  - 岡林光浩が調教師として史上3人目の連覇。
- 2007年 - 負担重量が別定となる。
- 2008年
  - 南関東重賞格付け表記を南関東SIIに変更。
  - 内田博幸が騎手として自身2度目、史上7人目の連覇。
- 2013年
  - トーセンルーチェが史上3頭目の連覇。
  - 張田京が騎手として自身2度目、史上8人目の連覇。
  - 川島正一が調教師として史上3人目の連覇。
- 2014年 - 戸崎圭太がJRA所属騎手として勝利。当競走2勝目。
- 2015年 - 大井記念と施行距離を交換し、施行距離を2600mに変更。

## 歴代優勝馬
| 回数   | 施行年月日    | 距離    | 優勝馬             | 性齢 | 所属 | タイム  | 優勝騎手   | 管理調教師   | 馬主                         |
| ------ | ------------- | ------- | ------------------ | ---- | ---- | ------- | ---------- | ------------ | ---------------------------- |
| 第1回  | 1956年9月13日 | ダ2400m | ナンシーシヤイン   | 牡5  | 大井 | 2:36.1  | 朝倉文四郎 | 栗田武       | 栗田武                       |
| 第2回  | 1957年9月17日 | ダ2400m | イチカントー       | 牡5  | 大井 | 2:38.1  | 藤田安弘   | 小暮嘉久     | 北沢元男                     |
| 第3回  | 1958年9月24日 | ダ2400m | ヨシフサ           | 牡7  | 大井 | 2:35.4  | 朝倉文四郎 | 廿楽長市郎   | 岡田吉信                     |
| 第4回  | 1959年9月8日  | ダ2400m | ユウセイ           | 牡6  | 大井 | 2:37.1  | 鈴木冨士雄 | 栗田武       | 井門昭二                     |
| 第5回  | 1960年9月15日 | ダ2400m | ダンサー           | 牡7  | 大井 | 2:37.4  | 武智一夫   | 三坂博       | 都築寿雄                     |
| 第6回  | 1961年10月5日 | ダ2400m | オーユキ           | 牡6  | 川崎 | 2:34.8  | 勝又衛     | 小笠原円之助 | 李昌南                       |
| 第7回  | 1962年10月1日 | ダ2400m | ハジメオー         | 牡6  | 川崎 | 2:35.5  | 佐々木竹見 | 井上宥蔵     | 井上徹郎                     |
| 第8回  | 1963年9月26日 | ダ2400m | サキミドリ         | 牡6  | 大井 | 2:35.5  | 松浦備     | 小暮嘉久     | 北沢元男                     |
| 第9回  | 1964年4月29日 | ダ2400m | コクユウ           | 牡5  | 大井 | 2:32.8  | 宮下紀英   | 伊藤正美     | 大杉精一                     |
| 第10回 | 1965年4月13日 | ダ2400m | シユンユウ         | 牡5  | 大井 | 2:32.4  | 渥美忠男   | 安藤徳男     | 穴吹啓一                     |
| 第11回 | 1966年4月11日 | ダ2400m | スカーレット       | 牡6  | 大井 | 2:33.1  | 荒山徳一   | 田中利衛     | 臼坂巌                       |
| 第12回 | 1967年4月20日 | ダ2400m | ウエルスワン       | 牡6  | 大井 | 2:33.6  | 高橋三郎   | 遠間波満行   | 富田庄吉                     |
| 第13回 | 1968年5月3日  | ダ2400m | イチウエルス       | 牡6  | 大井 | R2:30.5 | 高橋三郎   | 遠間波満行   | 富田ソヨ                     |
| 第14回 | 1969年5月11日 | ダ2400m | ヨシミジユニアー   | 牡6  | 大井 | 2:31.8  | 松浦備     | 寺田時次郎   | 草飼力子                     |
| 第15回 | 1970年5月1日  | ダ2400m | アポスピード       | 牡5  | 大井 | 2:31.9  | 須田茂     | 大山末治     | 佐藤興業（株）               |
| 第16回 | 1971年5月7日  | ダ2400m | ヒダカスズラン     | 牡6  | 大井 | 2:33.2  | 高橋三郎   | 秋谷元次     | 近藤俊典                     |
| 第17回 | 1972年4月29日 | ダ2400m | サノヒカリ         | 牡6  | 大井 | 2:31.8  | 赤間清松   | 田中九兵衛   | 佐野牧場（株）               |
| 第18回 | 1973年5月4日  | ダ2400m | マルイチキング     | 牡5  | 船橋 | 2:33.7  | 角田次男   | 宮下仁       | （有）丸一興産               |
| 第19回 | 1974年4月14日 | ダ2000m | ジユラク           | 牡6  | 川崎 | 2:05.6  | 本間茂     | 鈴木春吉     | 米田律子                     |
| 第20回 | 1975年4月22日 | ダ2000m | マルイチダイオー   | 牡5  | 船橋 | 2:05.8  | 角田次男   | 宮下仁       | （有）丸一興産               |
| 第21回 | 1976年4月23日 | ダ2000m | チユウオキヤプテン | 牡6  | 大井 | 2:05.0  | 赤間清松   | 竹内美喜男   | （有）中央牧場               |
| 第22回 | 1977年4月22日 | ダ2000m | カネオオエ         | 牡7  | 川崎 | R2:03.0 | 佐々木竹見 | 鈴木定敏     | 金指利明                     |
| 第23回 | 1979年2月26日 | ダ2000m | ハツマモル         | 牡5  | 大井 | 2:04.5  | 福永二三雄 | 朝倉文四郎   | 山岡初太郎                   |
| 第24回 | 1980年2月26日 | ダ2000m | タガワキング       | 牡5  | 大井 | R2:02.7 | 赤間清松   | 大塚三郎     | （有）大平                   |
| 第25回 | 1981年2月10日 | ダ2000m | アズマキング       | 牡5  | 大井 | 2:03.7  | 岡部盛雄   | 岡部猛       | （有）上山ビル               |
| 第26回 | 1982年3月2日  | ダ2000m | シルバーモリユキ   | 牡6  | 大井 | 2:04.4  | 本間茂     | 田中康弘     | 森誠之助                     |
| 第27回 | 1983年2月28日 | ダ2000m | セイコーリマン     | 牡5  | 大井 | 2:05.3  | 佐々木忠昭 | 栗田繁       | アイ・エンタープライズ（株） |
| 第28回 | 1984年2月27日 | ダ2000m | チユウオーリーガル | 牡5  | 大井 | 2:03.9  | 佐々木洋一 | 田村勝男     | （有）中央牧場               |
| 第29回 | 1985年2月7日  | ダ2000m | ロツキータイガー   | 牡5  | 船橋 | 2:08.3  | 桑島孝春   | 泉孝         | 児玉孝                       |
| 第30回 | 1986年3月4日  | ダ2000m | カウンテスアップ   | 牡6  | 大井 | 2:06.7  | 的場文男   | 赤間清松     | 佐橋五十雄                   |
| 第31回 | 1987年1月28日 | ダ2000m | ミハマシヤーク     | 牡5  | 川崎 | 2:08.3  | 山崎尋美   | 鈴木敏一     | 関明夫                       |
| 第32回 | 1988年3月3日  | ダ2000m | チヤンピオンスター | 牡5  | 大井 | 2:05.8  | 高橋三郎   | 秋谷元次     | 坪野谷純子                   |
| 第33回 | 1989年3月7日  | ダ2000m | スーパーミスト     | 牡7  | 大井 | 2:08.0  | 堀千亜樹   | 渥美忠男     | （有）鳥海商事               |
| 第34回 | 1990年2月27日 | ダ2000m | ダイコウガルダン   | 牡6  | 船橋 | 2:08.0  | 高橋三郎   | 渡辺薫       | 熊久保勅夫                   |
| 第35回 | 1991年2月26日 | ダ2000m | シローランド       | 牡5  | 大井 | 2:06.6  | 佐々木忠昭 | 田中利衛     | （有）西山牧場               |
| 第36回 | 1992年3月4日  | ダ2000m | ゴールセルフ       | 牡6  | 大井 | 2:05.4  | 本間光雄   | 竹原眞一     | 石坂正弘                     |
| 第37回 | 1993年3月1日  | ダ2000m | スルガスペイン     | 牡7  | 大井 | 2:08.1  | 佐々木竹見 | 蛯名末五郎   | 伊藤昭次                     |
| 第38回 | 1994年2月28日 | ダ2000m | ツキノイチバン     | 牡6  | 大井 | 2:04.9  | 佐々木竹見 | 福永二三雄   | 月村泰男                     |
| 第39回 | 1995年3月6日  | ダ2000m | アマゾンオペラ     | 牡5  | 船橋 | 2:05.3  | 石崎隆之   | 出川己代造   | 柳澤瀀                       |
| 第40回 | 1996年3月5日  | ダ2000m | コンサートボーイ   | 牡5  | 大井 | 2:06.3  | 石崎隆之   | 栗田繁       | 森杉茂                       |
| 第41回 | 1997年2月27日 | ダ2000m | テツノセンゴクオー | 牡6  | 大井 | 2:06.7  | 高橋三郎   | 大山一男     | （株）勝俣工務店             |
| 第42回 | 1998年3月11日 | ダ2000m | グランプリクン     | 牡5  | 浦和 | 2:06.8  | 石崎隆之   | 野口孝       | 角田哲男                     |
| 第43回 | 1999年3月1日  | ダ2000m | ミナミノジャック   | 牡8  | 大井 | 2:04.7  | 石崎隆之   | 太田進       | 永嶋道治                     |
| 第44回 | 2000年3月2日  | ダ2000m | イナリコンコルド   | 牡6  | 大井 | 2:07.4  | 内田博幸   | 福永二三男   | 保手濱忠弘                   |
| 第45回 | 2001年3月1日  | ダ2000m | インテリパワー     | 牡6  | 川崎 | 2:04.5  | 今野忠成   | 秋山重美     | 佐橋五十雄                   |
| 第46回 | 2002年3月6日  | ダ2000m | インテリパワー     | 牡7  | 船橋 | 2:06.4  | 張田京     | 川島正行     | 佐橋五十雄                   |
| 第47回 | 2003年3月5日  | ダ2000m | コアレスハンター   | 牡6  | 大井 | 2:05.5  | 内田博幸   | 高橋三郎     | 小林昌志                     |
| 第48回 | 2004年2月18日 | ダ2000m | コアレスハンター   | 牡7  | 大井 | 2:06.3  | 内田博幸   | 高橋三郎     | 小林昌志                     |
| 第49回 | 2005年2月2日  | ダ2000m | ブラウンシャトレー | 牡8  | 船橋 | 2:05.2  | 張田京     | 岡林光浩     | 小島史代                     |
| 第50回 | 2006年2月1日  | ダ2000m | メイプルエイト     | 牡4  | 船橋 | 2:04.8  | 張田京     | 岡林光浩     | 節英司                       |
| 第51回 | 2007年2月21日 | ダ2000m | ボンネビルレコード | 牡5  | 大井 | 2:07.3  | 内田博幸   | 庄子連兵     | 塩田清                       |
| 第52回 | 2008年2月20日 | ダ2000m | ルースリンド       | 牡7  | 船橋 | 2:06.4  | 内田博幸   | 矢野義幸     | 金子光男                     |
| 第53回 | 2009年2月18日 | ダ2000m | バグパイプウィンド | 牡5  | 大井 | 2:06.8  | 的場文男   | 庄子連兵     | 塩田清                       |
| 第54回 | 2010年2月3日  | ダ2000m | マズルブラスト     | 牡8  | 船橋 | 2:06.1  | 戸崎圭太   | 川島正行     | 吉田照哉                     |
| 第55回 | 2011年2月16日 | ダ2000m | スーパーパワー     | 牡6  | 大井 | 2:03.1  | 真島大輔   | 鷹見浩       | （有）グランド牧場           |
| 第56回 | 2012年2月15日 | ダ2000m | トーセンルーチェ   | 牡6  | 船橋 | 2:05.9  | 張田京     | 川島正一     | 島川隆哉                     |
| 第57回 | 2013年2月20日 | ダ2000m | トーセンルーチェ   | 牡7  | 船橋 | 2:07.4  | 張田京     | 川島正一     | 島川隆哉                     |
| 第58回 | 2014年2月5日  | ダ2000m | フォーティファイド | 牡9  | 大井 | 2:06.5  | 戸崎圭太   | 藤田輝信     | 吉田勝己                     |
| 第59回 | 2015年2月4日  | ダ2600m | アウトジェネラル   | 牡5  | 大井 | 2:48.6  | 御神本訓史 | 藤田輝信     | （有）サンデーレーシング     |
| 第60回 | 2016年2月10日 | ダ2600m | ジャルディーノ     | 牡7  | 大井 | 2:50.2  | 真島大輔   | 荒山勝徳     | 吉田正志                     |
| 第61回 | 2017年2月16日 | ダ2600m | ユーロビート       | セ8  | 大井 | 2:51.6  | 吉原寛人   | 渡邉和雄     | 吉田和美                     |
| 第62回 | 2018年2月21日 | ダ2600m | クラージュドール   | 牡8  | 船橋 | 2:50.3  | 森泰斗     | 川島正一     | （有）社台レースホース       |
| 第63回 | 2019年2月6日  | ダ2600m | サウンドトゥルー   | 騸9  | 船橋 | 2:49.8  | 御神本訓史 | 佐藤裕太     | 山田弘                       |
| 第64回 | 2020年2月5日  | ダ2600m | サウンドトゥルー   | 騸10 | 船橋 | 2:49.2  | 森泰斗     | 佐藤裕太     | 山田弘                       |
| 第65回 | 2021年2月17日 | ダ2600m | マンガン           | 牡4  | 川崎 | 2:46.1  | 吉原寛人   | 田島寿一     | 大栗芳一                     |
| 第66回 | 2022年2月9日  | ダ2600m | フレッチャビアンカ | 牡5  | 船橋 | 2:47.1  | 御神本訓史 | 川島正一     | 大久保和夫                   |
| 第67回 | 2023年2月22日 | ダ2600m | カイル             | 牡4  | 浦和 | 2:49.2  | 御神本訓史 | 小久保智     | 島川隆哉                     |
| 第68回 | 2024年1月24日 | ダ2600m | ランリョウオー     | 牡6  | 浦和 | 2:52.9  | 本橋孝太   | 小久保智     | 糸井政三                     |
| 第69回 | 2025年1月29日 | ダ2600m | キリンジ           | 牡5  | 大井 | 2:49.8  | 笹川翼     | 渡邉和雄     | 岡浩二                       |

- 2000年以前は旧馬齢表記。

※Rはコースレコードを示す。

### 各回の結果の出典
- 南関東4競馬場公式「金盃競走優勝馬 」https://www.nankankeiba.com/win_uma/50.do